# 崔兰田
崔兰田（1926年9月20日—2003年4月5日），山东曹县人，中国豫剧表演艺术家和教育家，豫剧五大名旦之一。崔兰田创造的崔派艺术深受广大观众喜爱，有“三天不吃盐，也要看看崔兰田”一说。崔兰田尤以擅演悲情戏而闻名于豫剧界。她曾任安阳市豫剧院院长、安阳市戏曲学校校长、中国戏剧家协会理事、河南省戏剧家协会副主席等职。

## 生平
崔兰田自幼家境贫苦。5岁随父母逃荒至郑州，民国二十六年（1937年）11岁的崔兰田考入备受推崇的豫西名须周海水的太乙班学艺，入班仅3个月便能登台演出，在《秦香莲·杀庙》剧中扮演韩琦。1942年她应邀加入洛阳楚公民班，成为台柱演员，主演的《凌云志》、《克敌荣归》、《桃花庵》、《秦雪梅》等不少剧目，在豫西一带深受赞誉。后拜豫西名旦张庆官为师改学旦角，进一步深造。1944年赴陕西，先后在高成玉和沈子安班领衔主演，活动于西安、宝鸡、灵宝、陕州等地。在樊粹庭先生的支持下，她与常香玉及名小生常景获、名须生曹子道等联袂演出《桃花庵》、《贩马记》、《蝴蝶杯》、《卖苗郎》等剧。 
1949年崔兰田自己组建兰光剧社，1951年，她率领兰光剧社到安阳巡演，被安阳市政府盛情挽留，从此落脚于此。同年任安阳市人民豫剧团团长。1956年任安阳市豫剧团团长。同年参加河南省首届戏曲观摩会演，获演员一等奖。1957年拜著名昆曲表演艺术家白云生为师。1959年任安阳市豫剧院院长，先后收张宝英、郭惠兰等为徒。同年参加河南省第二届戏曲观摩会演获优秀演员奖。2003年4月5日在安阳辞世。

## 参看
- 樊粹庭